# Clarence Town, Bahamas
Clarence Town este o așezare situată în partea de est a insulei Long, componentă a arhipelagului Bahamas. La recensământul din 1990 localitatea avea 1.740 locuitori. Turism.